# Najstarsza Synagoga w Wilnie
Najstarsza Synagoga w Wilnie – pierwsza bożnica w Wilnie, zbudowana według tradycji w 1440 roku. W latach późniejszych Żydzi starali się o zgodę na budowę nowej większej synagogi, którą otrzymali w 1630 roku. W tym również roku wzniesiono na jej miejscu nową synagogę.